# 村岡大輔
村岡 大輔（むらおか だいすけ、Daisuke MURAOKA）は、日本の医学者。学位は博士（医学）（三重大学・2016年）。愛知県がんセンター研究所・ユニット長。東京大学大学院医学系研究科・客員研究員。

## 略歴
- 2003年 - 北里大学理学部・卒業[4]
- 2005年 - 神戸大学大学院 医学系研究科（現：医学研究科）修士課程修了
- 2006年 - 株式会社イミュノフロンティア・研究員
- 2013年 - 三重大学大学院 医学系研究科・助教
- 2016年 - 静岡県立大学大学院 薬学研究院 創薬探索センター・助教
- 2018年 - 長崎大学大学院 医歯薬学総合研究科 医療科学専攻 腫瘍医学分野・准教授
- 2022年1月 - 現在 - 愛知県がんセンター研究所 腫瘍免疫制御トランスレーショナルリサーチ分野・ユニット長
- 2023年11月 - 現在、東京大学大学院医学系研究科 国際保健学専攻 国際生物医科学講座 発達医学教室・客員研究員（兼任）

など

## 所属学会
- 日本癌学会
- 日本免疫学会
- 日本臨床免疫学会
- 日本がん免疫学会